# Himantolophus albinares
Himantolophus albinares är en fiskart som beskrevs av Maul, 1961. Himantolophus albinares ingår i släktet Himantolophus och familjen Himantolophidae. Inga underarter finns listade i Catalogue of Life.